# Markella Kavenagh
Markella Kavenagh (2000) es una actriz australiana de cine y televisión.

## Carrera
Después de aparecer en algunas series de televisión en su país natal, Kavenagh debutó en el cine en el papel de Jane Cotter en el largometraje True History of the Kelly Gang (2019). En julio de 2019 logró reconocimiento al ser escogida para interpretar el papel de Elanor "Nori" Brandyfoot en la serie de televisión El Señor de los Anillos: los Anillos de Poder (2022), convirtiéndose en una de las primeras actrices asociadas con el proyecto de Amazon Prime Video.

## Filmografía

### Cine
| Año  | Título                         | Papel       | Notas        |
| ---- | ------------------------------ | ----------- | ------------ |
| 2019 | True History of the Kelly Gang | Jane Cotter | [ 1 ]        |
| 2020 | My First Summer                | Claudia     | [ 3 ]        |
| 2020 | Furlough                       | Sara        | Cortometraje |

### Televisión
| Año  | Título                                        | Papel                    | Notas       |
| ---- | --------------------------------------------- | ------------------------ | ----------- |
| 2018 | Romper Stomper                                | Cindi                    | 6 episodios |
| 2018 | Picnic at Hanging Rock                        | Myrtle                   | 6 episodios |
| 2018 | The Cry                                       | Chloe                    | 4 episodios |
| 2019 | My Life Is Murder                             | Cassie Malone            | 1 episodio  |
| 2020 | The Gloaming                                  | Daisy Hart               | 8 episodios |
| 2022 | El Señor de los Anillos: los Anillos de Poder | Elanor "Nori" Brandyfoot | 8 episodios |